# Wereldbeker schaatsen 2018/2019 - Wereldbeker 3
De Wereldbeker schaatsen 2018/2019 Wereldbeker 3 was de derde wedstrijd van het wereldbekerseizoen die van 7 tot en met 9 december 2018 plaatsvond in de Arena Lodowa in Tomaszów Mazowiecki, Polen. Voor zowel de teamsprint als de ploegenachtervolging was het de laatste wedstrijd van het wereldbekerseizoen. 

## Tijdschema
| Datum               | Onderdeel |
| ------------------- | --- |
| Vrijdag 7 december  | 1e 500 meter vrouwen 1e 500 meter mannen 1000 meter vrouwen Ploegenachtervolging mannen Ploegenachtervolging vrouwen 1000 meter mannen |
| Zaterdag 8 december | 2e 500 meter vrouwen 1500 meter mannen 1500 meter vrouwen 2e 500 meter mannen                                                          |
| Zondag 9 december   | Teamsprint vrouwen Teamsprint mannen 5000 meter vrouwen 10.000 meter mannen                                                            |

## Podia

### Mannen
| Wedstrijd            | Goud                                                                           | Tijd     | Zilver                                                            | Tijd     | Brons                                                          | Tijd     |
| 1e 500 m             | Pavel Koelizjnikov Rusland                                                     | 34,83    | Ryohei Haga Japan                                                 | 34,98    | Håvard Holmefjord Lorentzen Noorwegen                          | 35,10    |
| 2e 500 m             | Pavel Koelizjnikov Rusland                                                     | 34,67    | Tatsuya Shinhama Japan                                            | 34,87    | Yuma Murakami Japan                                            | 34,95    |
| 1000 m               | Pavel Koelizjnikov Rusland                                                     | 1.09,23  | Kai Verbij Nederland                                              | 1.09,92  | Håvard Holmefjord Lorentzen Noorwegen                          | 1.10,07  |
| 1500 m               | Denis Joeskov Rusland                                                          | 1.46,78  | Seitaro Ichinohe Japan                                            | 1.47,38  | Kim Min-seok Zuid-Korea                                        | 1.47,85  |
| 10.000 m             | Marcel Bosker Nederland                                                        | 13.25,27 | Aleksandr Roemjantsev Rusland                                     | 13.26,76 | Danila Semerikov Rusland                                       | 13.28,71 |
| Teamsprint           | Noorwegen Håvard Holmefjord Lorentzen Johann Jørgen Sæves Henrik Fagerli Rukke | 1.21,27  | Nederland Gijs Esders Michel Mulder Kai Verbij                    | 1.21,43  | Rusland Aleksej Jesin Roeslan Moerasjov Roeslan Zacharov       | 1.21,74  |
| Ploegenachtervolging | Japan Seitaro Ichinohe Ryosuke Tsuchiya Shane Williamson                       | 3.47,50  | Noorwegen Håvard Bøkko Simen Spieler Nilsen Sverre Lunde Pedersen | 3.47,76  | Rusland Aleksandr Roemjantsev Danila Semerikov Sergej Trofimov | 3.47,82  |

### Vrouwen
| Wedstrijd            | Goud                                     | Tijd    | Zilver                                                          | Tijd    | Brons                                                  | Tijd    |
| 1e 500 m             | Vanessa Herzog Oostenrijk                | 37,97   | Olga Fatkoelina Rusland                                         | 38,07   | Darja Katsjanova Rusland                               | 38,29   |
| 2e 500 m             | Vanessa Herzog Oostenrijk                | 37,94   | Olga Fatkoelina Rusland                                         | 38,10   | Brittany Bowe Verenigde Staten                         | 38,23   |
| 1000 m               | Brittany Bowe Verenigde Staten           | 1.15,39 | Miho Takagi Japan                                               | 1.16,42 | Darja Katsjanova Rusland                               | 1.16,57 |
| 1500 m               | Miho Takagi Japan                        | 1.57,32 | Ireen Wüst Nederland                                            | 1.58,21 | Brittany Bowe Verenigde Staten                         | 1.58,25 |
| 5000 m               | Esmee Visser Nederland                   | 7.05,18 | Isabelle Weidemann Canada                                       | 7.06,19 | Natalja Voronina Rusland                               | 7.08,68 |
| Teamsprint           | Japan Ayano Sato Konami Soga Miho Takagi | 1.27,82 | Rusland Olga Fatkoelina Angelina Golikova Jekaterina Sjichova   | 1.28,18 | Nederland Femke Beuling Letitia de Jong Ireen Wüst     | 1.28,53 |
| Ploegenachtervolging | Japan Ayano Sato Miho Takagi Nana Takagi | 3.02,49 | Rusland Jelizaveta Kazelina Jevgenia Lalenkova Natalja Voronina | 3.04,10 | Canada Ivanie Blondin Keri Morrison Isabelle Weidemann | 3.05,70 |